# Ковчин (презиме)
Ковчин је српско презиме које потиче из села Стапар, на северу Бачке. Претпоставља се да је презиме настало од презимена Ковчанић. Први забележени Ковчанић је живео у Српском Милетићу где је дошао из Барање. Презиме Ковчин је забележено и у Будимцима код Нашица и Трпињи код Вуковара. Презимена за која се претпоставља да имају слично порекло су Ковча, Ковчић, Ковчо. Занимљиво је да Ковчини имају и различите надимке по којима се разликују и нису међусобно у блиском сродству: Жижини, Гегини, Игини, Забини, Кардоши...